# Nationaal park Karula
Nationaal Park Karula (Estisch: Karula rahvuspark) is een nationaal park in het zuiden van Estland. Het gebied kreeg in 1979 de status van beschermd natuurgebied en werd in 1993 een nationaal park. Met een oppervlakte van 123 km² is het park het kleinste nationale park in Estland.
Het nationaal park Karula is een heuvelachtig gebied met veel meren en heeft een rijke flora en fauna. Het landschap is bovendien cultuurhistorisch van belang. De flora omvat verscheidene bedreigde soorten waarvan een aantal op de rode lijst staan zoals de orchideensoort Dactylorhiza baltica en het rood peperboompje Daphne mezereum. De vertakte maanvaren Botrychium matricariifolium wordt behalve in dit park op slechts twee andere plaatsen gevonden in Estland. Ook de fauna omvat bijzondere en bedreigde soorten zoals de meervleermuis, de schreeuwarend en de zwarte ooievaar. Zoogdieren zoals de eland, de lynx en de bunzing komen algemeen voor.
Resten van menselijke bewoning dateren van ongeveer 3000 jaar geleden. Het gebied herbergt veel boerderijen uit de negentiende eeuw. 

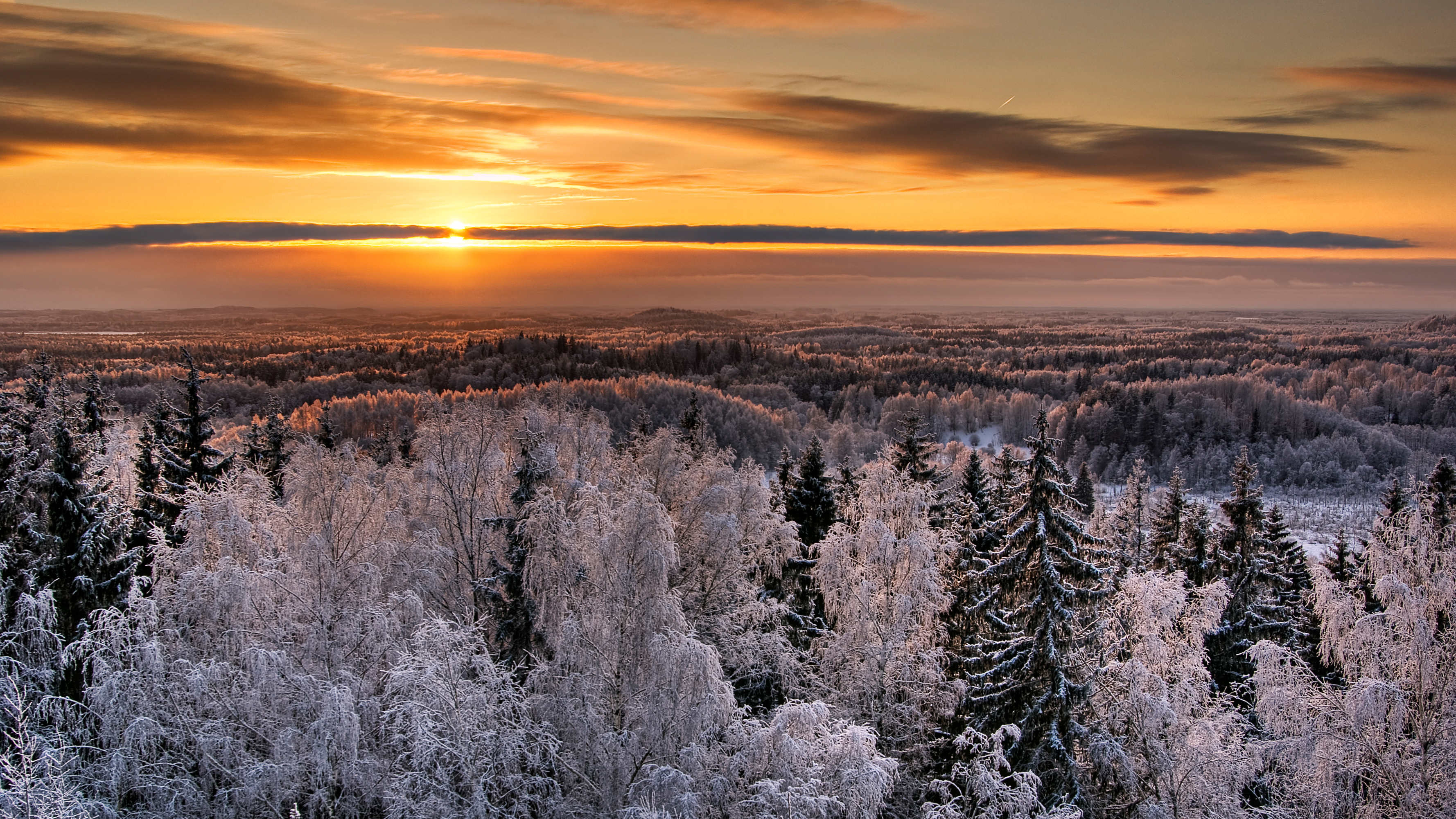
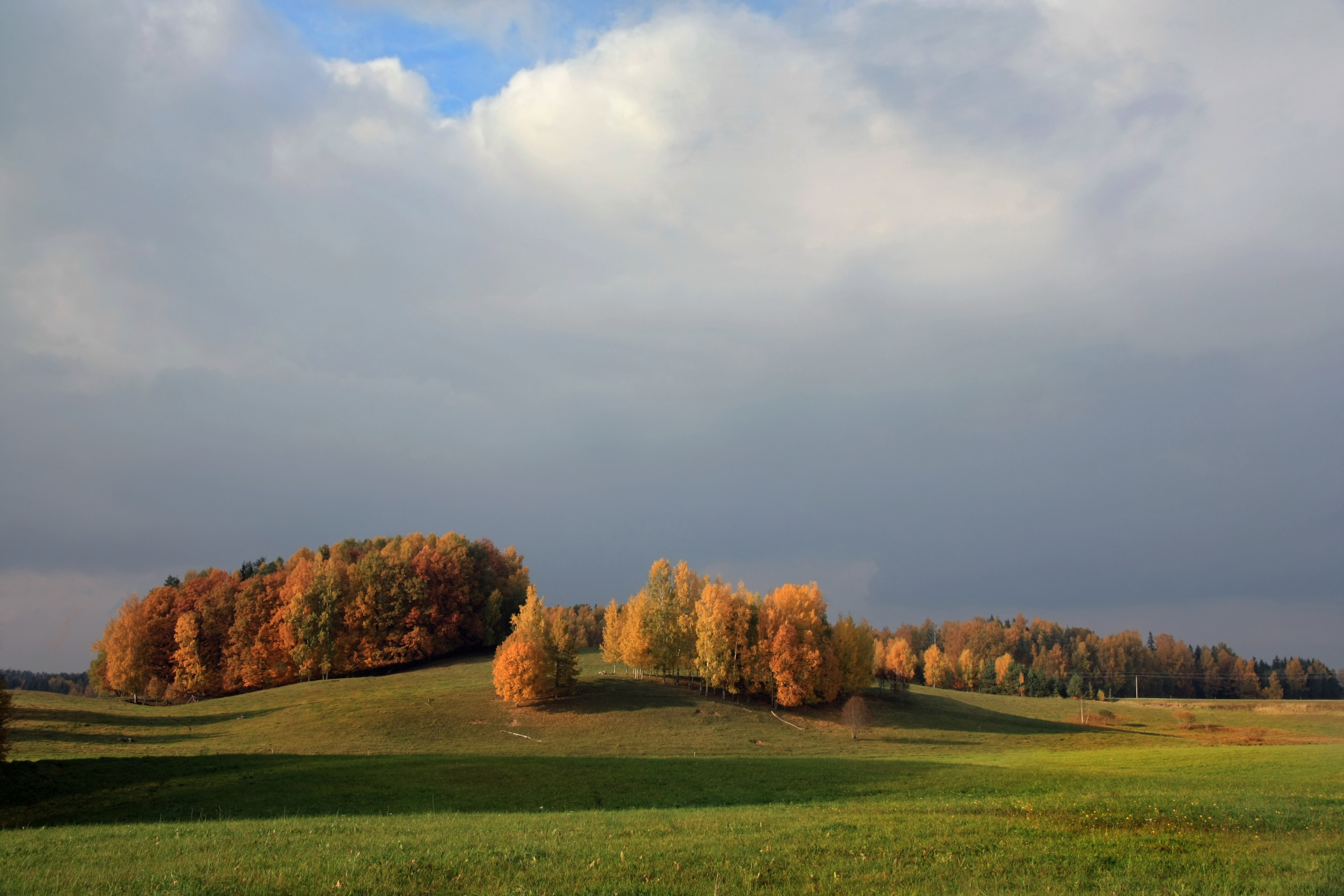